# Odbert-Insel
Die Odbert-Insel (oder auch Odbert Island) ist eine Insel im Archipel der Windmill-Inseln vor der Budd-Küste des ostantarktischen Wilkeslands.

## Geographie
Die Insel liegt zwischen der Ardery-Insel im Westen und der Halbinsel Robinson Ridge im Osten. Im Norden ist sie durch die Sparkes Bay von der Mitchell-Halbinsel getrennt, im Süden durch die Hiegel-Passage von der Ford- und der Cloyd-Insel. Die Odbert-Insel ist etwa 2,7 km lang und 800 m breit. Die felsige Küste steigt steil zu einem Plateau auf, das von mehreren nach Süden verlaufenden Tälern durchschnitten wird. Während die Täler sich im Winter mit Schnee füllen, bleiben die bis zu 90 m hohen Hügel im Wesentlichen schnee- und eisfrei. In manchen Sommern bleibt die Insel durch Meereis mit dem Festland verbunden.

## Klima
Das Klima auf der Odbert-Insel entspricht etwa dem der 12 km nördlich gelegenen Casey-Station auf der Bailey-Halbinsel. Die Mitteltemperaturen betrugen zwischen 1957 und 1983 0,3 °C im wärmsten und −14,9 °C im kältesten Monat. Die durchschnittliche Jahrestemperatur lag bei −9,3 °C. Die jährliche Niederschlagsmenge betrug 195 mm. An durchschnittlich 96 Tagen traten Orkanböen auf.

## Flora und Fauna
Die Pflanzenwelt der Odbert-Insel besteht aus elf Arten von Flechten, drei Arten von Moosen und einer unbekannten Anzahl an Algenarten.
An Wirbellosen sind nur Ektoparasiten von Vögeln bekannt, z. B. der Antarktische Floh.
Die Insel besitzt eine Kolonie des Adeliepinguins, die 1989/90 11.000 Brutpaare umfasste. Die Population ist seitdem gewachsen. Weiterhin brüten hier der Kapsturmvogel, der Schneesturmvogel, der Silbersturmvogel, die Buntfuß-Sturmschwalbe und die Antarktikskua.

## Naturschutz
Primär zum Schutz der Sturmvögel wurde aus Odbert- und Ardery-Insel das besonders geschützte Gebiet der Antarktis ASPA-103 nach Anlage V (Schutz und Verwaltung von Gebieten) des Umweltschutzprotokolls zum Antarktisvertrag gebildet. Das Gebiet wird außerdem von BirdLife International als Important Bird Area (AQ145) ausgewiesen.

## Geschichte
Erstmals kartiert wurde die Odbert-Insel anhand von Luftaufnahmen der United States Navy, die 1947 und 1948 während der Operation Highjump und der Operation Windmill entstanden. Das Advisory Committee on Antarctic Names benannte sie 1956 nach Leutnant Jack Alonso Odberg (1912–1988), assistierender Flugoffizier der US Navy bei der Operation Windmill, der im Januar 1948 an der Errichtung astronomischer Beobachtungsstationen beteiligt war.